# Maszuk-KMW Piatigorsk
Maszuk-KMW Piatigorsk (ros. Футбольный клуб «Машук-КМВ» Пятигорск, Futbolnyj Kłub "Maszuk-KMW" Piatigorsk) – rosyjski klub piłkarski z siedzibą w mieście Piatigorsk.

## Historia
Chronologia nazw:
- -1965: Dinamo Piatigorsk (ros. «Динамо» Пятигорск)
- 1966-1967: Maszynostroitiel Piatigorsk (ros. «Машиносторитель» Пятигорск)
- 1968-1993: Maszuk Piatigorsk (ros. «Машук» Пятигорск)
- 1994-1997: Eniergija Piatigorsk (ros. «Энергия» Пятигорск)
- 1998-2002: Maszuk Piatigorsk (ros. «Машук» Пятигорск)
- 2003-...: Maszuk-KMW Piatigorsk (ros. «Машук-КМВ» Пятигорск)

Piłkarska drużyna Maszynostroitiel została założona w mieście Piatigorsk w 1966, chociaż wcześniej istniał klub Dinamo Piatigorsk, który uczestniczył w rozgrywkach Mistrzostw ZSRR w 1936.
W tym że roku zespół debiutował w Klasie B, strefie 4 Mistrzostw ZSRR i występował w niej trzy sezony. W 1968 w turnieju finałowym zajął pierwsze miejsce i awansował do Drugiej Grupy A, podgrupy 1, jednak zajął 18 miejsce i spadł z powrotem do Drugiej Ligi, w której występował do 1990.
W 1991 występował Drugiej Niższej Lidze.
W Mistrzostwach Rosji klub startował w Drugiej Lidze, strefie 1 i występował w niej do 1997, z wyjątkiem 1994, kiedy to zmagał się w Trzeciej Lidze.
W latach 1998–2002 występował w Amatorskiej Lidze.
Od 2003 występuje w Drugiej Dywizji, strefa Południowej, z wyjątkiem trzech sezonów 2006–2008, spędzonych w Pierwszej Dywizji.

## Sukcesy
- 18 miejsce w Drugiej Grupy A ZSRR, podgrupie 1:

1969
- 1/16 finału Pucharu ZSRR:

1991
- 13 miejsce w Pierwszej Dywizji:

2006
- 1/32 finału Pucharu Rosji:

1994, 2006, 2007, 2008, 2009